# Seilbahn Lezha–Vora
| Drahtseilbahn-Station in den Sümpfen südlich von Lezha |       |                                      |                                      |
| Streckenverlauf, 1918/1919 |       |                                      |                                      |
| Streckenlänge: | 42 km |                                      |                                      |
| |       |                                      |                                      |
| \| \| \| Feldbahn nach Shkodra (Scutari) \| \| \| \| \| von Shëngjin (San Giovanni di Medua) \| \| \| \| 0 \| Lezha (Alessio) \| Lezha (Alessio) \| \| \| \| Erst Seilbahn; später Feldbahn \| \| \| \| 42 \| Vora (Vorra) \| Vora (Vorra) \| \| \| \| Feldbahn nach Durrës (Durazzo) \| \| |       |                                      |                                      |
| Strecke von halbrechts (außer Betrieb) |       | Feldbahn nach Shkodra (Scutari)      | Feldbahn nach Shkodra (Scutari)      |
| Abzweig geradeaus und von rechts (Strecke außer Betrieb) |       | von Shëngjin (San Giovanni di Medua) | von Shëngjin (San Giovanni di Medua) |
| Bahnhof (Strecke außer Betrieb) | 0     | Lezha (Alessio)                      | Lezha (Alessio)                      |
| |       | Erst Seilbahn; später Feldbahn       |                                      |
| Bahnhof (Strecke außer Betrieb) | 42    | Vora (Vorra)                         | Vora (Vorra)                         |
| Strecke nach halbrechts (außer Betrieb) |       | Feldbahn nach Durrës (Durazzo)       | Feldbahn nach Durrës (Durazzo)       |

Die Seilbahn Lezha–Vora war eine während des Ersten Weltkriegs von der österreichisch-ungarischen Armee verlegte, 42 Kilometer lange militärische Luftseilbahn in Albanien.

## Geschichte
Während des Ersten Weltkriegs sah sich die österreichisch-ungarischen Armee in Albanien großen logistischen Herausforderungen ausgesetzt. Es gab im Land mit seiner versumpften Küsteneben und dem gebirgigen Landesinneren kaum nutzbare Straßen. Zwischen Nordalbanien und Mittelalbanien bestand eine große Lücke, die nur durch einfachste Fuß- und Reitwege erschlossen war.
Um den Transport von Nachschub von Nordalbanien bis zur Front in Südalbanien sicherzustellen, wurde in diesem Bereich 1916 eine Seilbahn gebaut, mit der die Sümpfe und dichten Wälder der Küstenebene sowie der Fluss Mat schnell überwunden werden konnten. Errichtet wurde sie von der 13. Eisenbahnkompanie aus Material der Leipziger Firma Adolf Bleichert & Co. Ein umlaufendes Seil diente dabei als Trag- und Zugseil.
Neben dieser Seilbahn wurden von den Österreichern in Frontnähe auch weitere Seilbahnen in Albanien gebaut, so in den Bergen von Polis östlich von Elbasan und in den Bergen von Gramsh.
Nachdem die Besatzungstruppen eine neue Straße zwischen den Landesteilen errichtet hatten, konnte darauf eine Feldbahn in Betrieb genommen werden, die die Lücke der k.u.k. Heeresfeldbahnen in Albanien schloss und die Seilbahn überflüssig machte.
Die Seilbahn ist in einem Dokument über den „Umfang der Zerstörung aller Feld- und Rollbahnen“ in Albanien vom November 1918 aufgeführt, aber ohne expliziten Hinweis auf eine Demontage oder ein Datum des Rückbaus respektive der Zerstörung.

## Streckenführung
Die Seilbahn begann bei Lezha, am südlichen Ende der Pferdebahn Shkodra–Lezha–Shëngjin. Sie führte über eine Strecke von 42 Kilometern nach Vora, einem Ort an der Straße zwischen Durrës und Tirana, die mit einer Feldbahn verbunden waren. So bestand Anschluss an den Hafen in Durrës, der aber wegen feindlicher Boote und Schiffe in der Adria nur eingeschränkt genutzt werden konnte.
Die Streckenführung ist auf Kartenmaterial als sehr gradlinig verzeichnet. Nur die letzte Sektion führte fast rechtwinklig  nach Westen. Eine direktere Streckenführung über die Hügel bei Preza wurde vermieden.

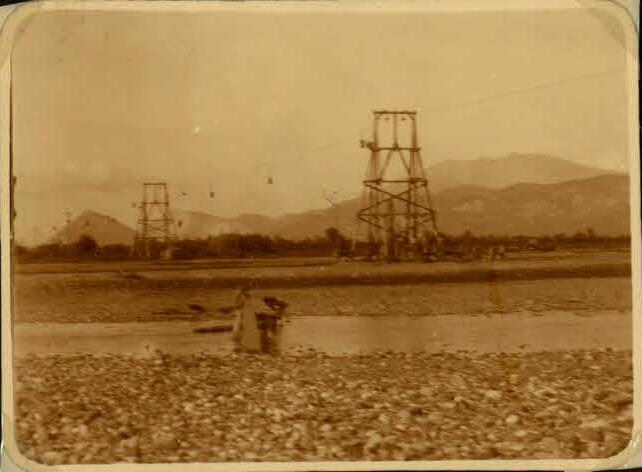
Querung des Flusses Mat mit hohen Stützen

Die Bahn verlief nur knapp über den Baumwipfeln, andernorts auch nur knapp über dem Boden. Südlich von Lezha überquerte sie das breite Flussbett des Mat. Die Stationen lagen falls möglich auf den trockensten Stellen im Sumpf.

## Bau und Betrieb

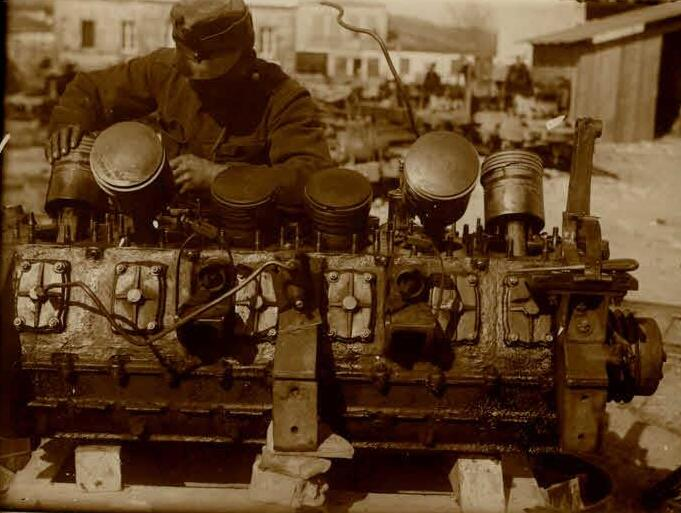
Seilbahnmotor

Die Bautruppe hatte große Verluste zu beklagen. Der Bau war in den Sümpfen schwierig, und auch der Betrieb führte zu Herausforderungen: „In den tieferen Lagen trieben die Malariamücken ihr Unwesen und suchten sich unter der Bau- und Betriebsmannschaft ihre Opfer, oben wurden viele mitfahrende Reisende von den stets schießlustigen Albanern herabgeschossen“, heißt es im 1931 erschienenen Ehrenbuch der Feldeisenbahner.
Der Betrieb war mit häufigem Umladen und hohem Personalbedarf verbunden, da die einzelnen Sektionen der Seilbahn wohl nur knapp zwei Kilometer lang waren. Es dürfte daher etwa 26 Sektionen mit 25 Umlade-Stationen gegeben haben. Die Treibstoffversorgung und das Beschaffen von Ersatz- und Verschleißteilen wurde am Ende des Krieges immer schwieriger. Der Bau der Straße von Lezha nach Tirana und damit ermöglichte Lückenschluss im Netz der Feldbahn entlastete die Seilbahn und machte sie schließlich obsolet.